# Emanuele Liuzzi
Emanuele Liuzzi (Napoli, 22 dicembre 1990) è un canottiere italiano.
Nel 2016 ha partecipato ai Giochi olimpici di Rio de Janeiro.
Nel 2021 fa parte dell'equipaggio del team Luna Rossa Prada nella 36ª Coppa America in Auckland. Attualmente è tesserato per il Gruppo Sportivo della Polizia di Stato - Fiamme Oro

## Palmarès
- Campionati del mondo di canottaggio

Sarasota 2017 - bronzo nell'otto maschile.